# 대한민국 상법 제54조
대한민국 상법 제54조는 상사법정이율에 대한 상법 총칙의 조문이다.

## 조문
제54조 (상사법정이율) 상행위로 인한 채무의 법정이율은 연6분으로 한다.

## 판례
- 상인 간에서 금전소비대차가 있었음을 주장하면서 약정이자의 지급을 구하는 청구에는 약정 이자율이 인정되지 않더라도 상법 소정의 법정이자의 지급을 구하는 취지가 포함되어 있다고 보아야 한다.[1]
- 상법 제54조의 상사법정이율은 상행위로 인한 채무나 이와 동일성을 가진 채무에 관하여 적용되는 것이고, 상행위가 아닌 불법행위로 인한 손해배상채무에는 적용되지 아니한다.[2]
- 가집행선고의 실효에 따른 원상회복의무는 상행위로 인한 채무 또는 그에 준하는 채무라고 할 수는 없으므로 그 지연손해금에 대하여는 민법 소정의 법정이율에 의하여야 하는 것이고 상법 소정의 법정이율을 적용할 것은 아니다.[3]

#### 상사법정이율의 적용범위
- 상법 제54조의 상사법정이율은 상행위로 인한 채무나 이와 동일성을 가진 채무에관하여 적용되는 것이고, 상행위가 아닌 불법행위로 인한 손해배상채무에는 적용되지 아니한다[4]

## 같이 보기
- 상행위
- 법정이율